# 片岡市蔵 (3代目)
3代目 片岡 市蔵（3だいめ かたおか いちぞう、1851年5月27日（嘉永4年4月27日） - 1906年（明治39年）12月11日）は歌舞伎役者。俳名、我升。屋号は松島屋。俗に「片市」という。
大阪島の内宗右衛門町の生まれ、父は絵師の亀屋吉兵衛、兄に初代三枡稲丸、2代目片岡我當（死後9代目片岡仁左衛門を追贈）がいる。
最初は直次郎という。1855年春に三枡亀蔵を名乗って大阪道頓堀で「新薄雪」で初舞台。兄の稲丸が没後廃業し商人の奉公などで役者を離れるが、1886年に兄の我當を頼って8代目片岡仁左衛門の門下になり片岡我久三郎を名乗る。明治に入り（明治2年ごろ）に6代目片岡蝶十郎と改名。1887年に京都にて3代目片岡市蔵を襲名した。
敵役から老役まで幅広く文才もあった。